# Forst (Eifel)
Forst település Németországban, Rajna-vidék-Pfalz tartományban. Lakosainak száma 380 fő (2023. december 31.).

## Népesség
A település népességének változása:
| Lakosok száma | 342  | 364  | 372  | 380  | 382  | 380  |
|               | 1975 | 2017 | 2019 | 2021 | 2022 | 2023 |